# Сінтаро Абе

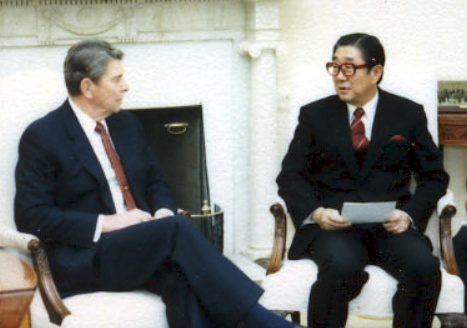
Абе Сінтаро та Рональд Рейган, 1987

Сінтаро Абе (яп. 安倍晋太郎) — політичний діяч з префектури Ямаґуті. Очолював Ліберально-демократичну партію Японії (ЛДПЗ). Обіймав посаду міністра закордонних справ у 1982—1986 роках.

## Дитинство та освіта
Народився 29 квітня 1924 в Токіо. Виріс у рідній префектурі Ямагуті і був старшим сином політика та члена парламенту Кана Абе. Його мати, Сідзуко Хондо, була онукою генерала Осіми Йосімаси.

## Кар'єра
Після закінчення старшої школи під час Другої світової війни у 1944 році вступив до лав добровольців пілотів-камікадзе військово-морського авіаційного училища. Війна закінчилася, перш ніж він зміг пройти необхідну підготовку.
У 1949, закінчивши юридичний факультет Токійського університету, розпочав свою кар'єру як політичний репортер газети Mainichi Shimbun.
У 1957 став політиком, коли почав працювати як законодавчий помічник тодішнього прем'єр-міністра Нобусуке Кісі.
У 1958 посів місце свого батька в Палаті представників.
Пізніше він очолив Ліберально-демократичну партію Японії, і фракцію всередині неї "Сейва Сейсаку Кенкюкай ", кермо правління якої він прийняв від колишнього прем'єр-міністра Такео Фукуди в липні 1986 року, і обіймав різні міністерські та партійні пости, в тому числі міністра та лісового господарства та міністра міжнародної торгівлі та промисловості. 30 листопада 1981 року Абе був призначений міністром міжнародної торгівлі та промисловості в кабінеті прем'єр-міністра Дзенко Судзукі. У цей період він вважався молодим лідером, який був підготовлений на посаду майбутнього прем'єр-міністра. У листопаді 1982 року він був призначений міністром закордонних справ у кабінеті тодішнього прем'єр-міністра Ясухіро Накасоне, змінивши на цій посаді Есіо Сакурауті. Його термін повноважень тривав до 1986 року.
Був головним претендентом на посаду прем'єр-міністра після Накасоне Ясухіро в 1987 році, але поступився цим місцем для Нобору Такесіти, голови потужної конкуруючої фракції. Потім, 1987 року, він отримав посаду генерального секретаря партії. У 1988 році його шанси на найближче майбутнє стати прем'єр-міністром знову були підірвані після того, як його ім'я почало асоціюватися з інсайдерським скандалом навколо акцій "Рекрут-Космос ", внаслідок якого кабінет Такесіти був змушений піти у відставку, хоча деякі з його членів пізніше повернулися у політику. Цей скандал змусив Абе піти з посади генерального секретаря партії у грудні 1988 року.

## Особисте життя
У 1951 одружився з Йоко Кісі, донькою прем'єр-міністра Нобусуке Кісі. Його другий син, Сіндзо Абе, двічі обіймав посаду прем'єр-міністра — з 26 вересня 2006 року по 12 вересня 2007 року та з 26 грудня 2012 року по 16 вересня 2020 року. Його третій син Нобуо Кісі обіймає посаду міністра оборони Японії (з 16 вересня 2020 року).

## Смерть
Абе був госпіталізований у січні 1991. Помер від серцевої недостатності у токійській Університетській лікарні Дзюнтендо 15 травня 1991.

## Нагороди
- Орден Вранішнього Сонця разом з Орденом Квітів павловнії